# Bankondji
Bankondji est un village du Cameroun situé dans le département du Haut-Nkam et la Région de l'Ouest, chef-lieu de groupement et chefferie de 2e degré de l'arrondissement de Bafang.

## Géographie
La localité est située à 11 km au sud-ouest du chef-lieu communal Bafang, sur l'axe Banwa - Baboutcheu-Ngaleu.

## Population
Les recensements de 1957 et 1967 sont relevés par une thèse universitaire.
Lors du recensement de 2005, on y a dénombré 1224 personnes.
| 1957  | 1967  | 2005  |
| ----- | ----- | ----- |
| 1 917 | 1 474 | 1 224 |

## Dynastie des Rois
Depuis sa création, la chefferie Bankondji a connu une succession de 07 rois, à savoir :
1. Fo Tchuitou
2. Fo Ouantou
3. Fo Ngamaleu I
4. Fo Ngamaleu II
5. Fo Ouansi
6. Fo Moumi I
7. Fo Moumi II
8. Fo Moumi III

## Enseignement
Le groupement compte deux établissements d'enseignement secondaire francophones. :
- CES de Bakondji, collège d'enseignement général
- CETIC de Bakondji, collège d'enseignement technique

## Cultes
La paroisse catholique Saint Joseph de Bankondji relève du diocèse de Bafang.